# دوري كرة القدم الإنجليزي 1921–22
دوري كرة القدم الإنجليزي 1921–22 هو موسم من دوري كرة القدم الإنجليزي. أقيم خلال الفترة 27 أغسطس 1921 وحتى 6 مايو 1922، وفاز فيه نادي ليفربول.